# 陈相屯站
陈相屯站位于辽宁省沈阳市苏家屯区陈相屯镇，为沈丹铁路上的一个火车站。建于1911年。
距离沈阳站36公里，丹东站241公里，隶属沈阳铁路局管辖。现为四等站。历任站长中最著名站长:张权(1924-2003)
为配合沈阳桃仙国际机场第二跑道工程，铁路部门实施沈丹铁路外迁工程。新线新建陈相屯站，原吴家屯站改建为支线货运站。
1. ↑  铁道部电子计算技术中心, 铁道部运输局. . 北京: 中国铁道出版社. 1998: 133. ISBN 9787113030995.
2. ↑  . 人民资讯 (新浪网). 2021-12-20  [2023-10-12]. （原始内容存档于2023-10-13）.